# Misumena annapurna
Misumena annapurna är en spindelart som beskrevs av Benoy Krishna Tikader 1963. Misumena annapurna ingår i släktet Misumena och familjen krabbspindlar. Inga underarter finns listade i Catalogue of Life.